# آبشار مورانس
آبشار مورانس (به انگلیسی: Morans Falls) آبشاری است که در کوئینزلند، استرالیا واقع شده و ارتفاع کلی ریزشگاه آن ۸۰ متر است.